# Contrôle officiel suisse des chronomètres
Die Contrôle officiel suisse des chronomètres, meist kurz COSC genannt, ist die offizielle Schweizer Kontrollstelle für Chronometer. In ihrer heutigen Form als durch die fünf „Uhrenkantone“ Bern, Genf, Neuenburg, Solothurn und Waadt zusammen mit dem Verband der Schweizerischen Uhrenindustrie FH getragener Verein nach Schweizer Recht (Art. 60ff. ZGB) mit Sitzen in Biel, Saint-Imier und Le Locle besteht sie seit 1973. Sie war aus der Zusammenlegung verschiedener privater und halbstaatlicher Laboratorien hervorgegangen.
Trotz der im Namen enthaltenen Bezeichnung „offiziell“ und ihren staatlichen Kollektivmitgliedern ist die COSC keine öffentlich-rechtliche Einrichtung und keine staatlich geprüfte Kontrollstelle, sondern eine als gemeinnützig anerkannte Organisation zur freiwilligen Selbstkontrolle der Uhrenhersteller.

## Das Zertifizierungsverfahren
Die COSC vergibt – wie der Name bereits sagt – Qualitätszertifikate für Chronometer auf der Basis eines standardisierten Messverfahrens nach NIHS 95-11 / ISO 3159.
Diese Prüfung einer mechanischen Uhr dauert 15 Tage, in denen der Gang des Werks in fünf verschiedenen Lagen bei drei Temperaturen bestimmt wird. Die Prüfungen im Einzelnen:
- 2 Tage Krone links bei 23 °C
- 2 Tage Krone oben bei 23 °C
- 2 Tage Krone unten bei 23 °C
- 2 Tage Zifferblatt unten bei 23 °C
- 2 Tage Zifferblatt oben bei 23 °C
- 1 Tag Zifferblatt oben bei 8 °C
- 1 Tag Zifferblatt oben bei 23 °C
- 1 Tag Zifferblatt oben bei 38 °C
- 2 Tage Krone links bei 23 °C

Alle Prüfungen finden bei ca. 24 % Luftfeuchtigkeit statt. Nach jeweils 24 Stunden wird die Abweichung gemessen, die Werke aufgezogen und neu eingestellt. Am zehnten Tag der Prüfungen werden gegebenenfalls vorhandene Komplikationen, wie z. B. ein Chronograph, eingeschaltet, um deren Verhalten auf die Ganggenauigkeit zu bestimmen.
Nach bestandener Prüfung erhält das Werk ein entsprechendes Zertifikat, das seine Ganggenauigkeit bescheinigt. Es enthält folgende Informationen:
| Prüfkriterium                                                              | Prüfkriterium | Toleranz           | Toleranz           |
|                                                                            | Abk.          | Werk > 20 mm       | Werk < 20 mm       |
| -------------------------------------------------------------------------- | ------------- | ------------------ | ------------------ |
| mittlerer täglicher Gang                                                   | M             | −4 bis +6 sek/Tag  | −5 bis +8 sek/Tag  |
| mittlere tägliche Gangabweichung                                           | V             | max. 2 sek/Tag     | max. 3,4 sek/Tag   |
| größte Gangabweichung                                                      | Vmax          | max. 5 sek/Tag     | max. 7 sek/Tag     |
| Differenz zwischen horizontal und vertikal                                 | D             | −6 bis +8 sek/Tag  | −8 bis +10 sek/Tag |
| größte Differenz zwischen dem mittleren täglichen Gang und einem der Gänge | P             | max. 10 sek/Tag    | max. 15 sek/Tag    |
| Primärer Kompensationsfehler (Gangabweichung pro °C)                       | C             | max. 0,6 sek/Tag°C | max. 0,7 sek/Tag°C |
| Wiederaufnahme des Ganges (Vergleich 1. und 2. Tag mit dem 15. Tag)        | R             | max. 5 sek/Tag     | max. 6 sek/Tag     |

Bei Quarzwerken dauert die Prüfung 11 Tage und es gelten die folgenden Werte:
| Prüfkriterium                                                       | Toleranz           |
| mittlerer täglicher Gang bei 23 °C                                  | max. ±0,07 sek/Tag |
| Gang bei 8 °C                                                       | max. ±0,2 sek/Tag  |
| Gang bei 38 °C                                                      | max. ±0,2 sek/Tag  |
| Gangstabilität                                                      | max. 0,05 sek/Tag  |
| Dynamischer Gang                                                    | max. ±0,05 sek/Tag |
| Temporärer Effekt mechanischer Erschütterungen                      | max. ±0,05 sek/Tag |
| Wiederaufnahme des Ganges (Vergleich 1. und 2. Tag mit dem 15. Tag) | max. ±0,05 sek/Tag |
| Resteffekt mechanischer Erschütterungen (200 Schläge mit 100 G)     | max. ±0,05 sek/Tag |

Erhält das Werk einer Uhr das COSC-Zertifikat, so versieht der Hersteller die Uhr üblicherweise mit dem Schriftzug Chronometer.
Trotz des grundsätzlich hohen Ansehens der COSC und der breiten Akzeptanz ihrer Zertifikate gibt es auch namhafte Uhrenhersteller, darunter auch bekannte Namen wie Jaeger-LeCoultre, IWC, Breguet und Piaget, die der COSC kritisch gegenüberstehen und ihre Uhren aus verschiedenen Gründen bewusst nicht zertifizieren lassen (oder liessen), obwohl auch diese die Anforderungen meist ohne Probleme erfüllen.